# Ginster-Samenkäfer
Der Ginster-Samenkäfer (Bruchidius villosus, Syn.: Bruchidius ater (Marsham, 1802)) ist eine Art aus der Unterfamilie der Samenkäfer (Bruchinae).

## Merkmale
Die Käferart besitzt eine große Variabilität hinsichtlich ihrer Körpergröße. Diese reicht von 1,7 bis 3,5 mm. Die schwarzen Käfer besitzen eine dichte graue oder olivgrüne Behaarung. Der Halsschild ist breit und kurz. An der Basis befindet sich eine feine Mittelfurche. Die Beine sind schwarz. Die ersten vier Fühlerglieder sind rötlich, das dritte und vierte häufig nur auf der Unterseite.

## Verbreitung
Die Art ist in Mittel- und Südeuropa heimisch. Im Norden reicht das Vorkommen bis nach Großbritannien und Schweden. Im östlichen Nordamerika wurde die Käferart um 1918 eingeschleppt und verursachte einen merklichen Rückgang an Besenginster. Zur Zeit erstreckt sich das Vorkommen entlang der nordamerikanischen Ostküste von Québec bis nach North Carolina. In Neuseeland und in Australien wurde die Käferart zur Bekämpfung eingeschleppter Ginsterarten 1987 bzw. 1991 eingeführt. Ebenfalls zur biologischen Schädlingsbekämpfung wurde eine Population von Bruchidius villosus 1998 von der Ostküste in den Pazifischen Nordwesten (Oregon, Washington) überführt und dort angesiedelt. Diese dehnte sich später nach British Columbia aus.

## Lebensweise
Die Imagines erscheinen im Frühjahr, in der nördlichen Hemisphäre von Mitte März bis Ende Juni. Nach der Paarung legt das Weibchen ihre Eier auf den Hülsenfruchten der Wirtspflanzen ab. Zu diesen zählen Besenginster (Cytisus scoparius), Genista monspessulana, Cytisus striatus, Sprossender Zwergginster (Chamaecytisus proliferus) und Pfriemenginster (Spartium junceum). Nach ein bis zwei Wochen schlüpfen die Larven. Diese bohren sich in die Hülsen und fressen an den darin befindlichen Samen. Die Larven durchlaufen vier Stadien. Die 10–20 Tage dauernde Verpuppung geschieht in den Hülsenfrüchten. Die Folgegeneration erscheint im Juli und August. Diese überwintert in der Nähe der Wirtspflanzen in der Laubschicht.

## Natürliche Feinde
Die Larven werden innerhalb der Hülsenfrüchte häufig von Parasitoiden befallen.

## Taxonomie
Von einigen Autoren wird für die Art der taxonomische Name Bruchidius ater (Marsham, 1802) verwendet.
Weitere Synonyme in der Literatur sind:
- Bruchus fasciatus
- Bruchus pubescens Germar, 1824
- Bruchidius cisti (Fabricius) auct.
- Bruchus cisti (Fabricius)